# Pseudothelphusa americana
Pseudothelphusa americana is een krabbensoort uit de familie van de Pseudothelphusidae. De wetenschappelijke naam van de soort is voor het eerst geldig gepubliceerd in 1857 door Saussure.